# Adso da Melk
Adso da Melk è un personaggio immaginario, co-protagonista e narratore nel romanzo Il nome della rosa di Umberto Eco.

## Caratterizzazione
Adso è un novizio benedettino del XIV secolo, figlio cadetto del barone di Melk. Mentre si trova con la famiglia in Toscana viene affidato, quale allievo, al francescano Guglielmo da Baskerville, ciò per consiglio di Marsilio da Padova, e assiste quindi all'incontro che si tenne nell'abbazia.
Il suo nome deriva dal verbo latino adsum, cioè "esserci, essere presente, testimoniare" che è esattamente ciò che Adso fa in tutta la storia.
La sua figura, come ricorda il libro stesso, è correlata a quella del monaco effettivamente esistito Adso da Montier-en-Der.

## Altri media
Nel film Il nome della rosa del 1986 il personaggio di Adso da Melk è stato interpretato da Christian Slater.
Una delle importanti differenze tra il libro e il film è quella dell'appartenenza di Adso (nel libro monaco benedettino) all'Ordine dei Francescani, che probabilmente è un'esigenza di Annaud per assimilare visivamente le tonache marroni dei protagonisti e differenziarle cromaticamente da quelle grigie dei benedettini titolari dell'Abbazia.
Nella miniserie televisiva Il nome della rosa del 2019, Adso è interpretato da Damian Hardung.